# Stoffstromführung
Die Stoffstromführung ist ein Begriff aus der Verfahrenstechnik, der auf dem Gebiet der chemischen Reaktionstechnik bei der Optimierung von Reaktoren eine Rolle spielt. Sie beschreibt die Art und Weise, in der zwei Fluidstoffströme in einem Reaktionsapparat zur Kontaktierung gebracht werden.
Heterogene Stoffströme können im Wesentlichen eine Kontaktierung im Gleichstrom, im Gegenstrom und im Kreuzstrom beinhalten. Es können Filme, Tropfen und Blasen, oder auch Feststoffoberflächen in glatter und poröser Form als Kontaktierungsflächen auftreten, d. h. eine Kontaktierung fest/fluid, fluid/fluid (Anm.: Fluide sind sowohl Flüssigkeiten, als auch Gase).
Während sich die Konzentrationsführung im Wesentlichen mit der Optimierung in homogenen Reaktionen befasst, ist die Stoffstromführung Werkzeug für eine Optimierung in heterogenen Reaktionssystemen mit dem Charakteristikum Grenzflächenreaktion.
Beispiele für derartige Reaktionen sind: Heterogen Katalytische Reaktionen mit festen oder flüssigen Katalysatoren, Fluid-/Fluid-Reaktionen, wie z. B. Extraktiv-Reaktionen, Gas-Flüssigkeitsreaktionen an Blasen, Filmen oder Tropfen.
Da die Art der Kontaktierung der Stoffströme einen Einfluss auf den Konzentrationsverlauf der Reaktionsteilnehmer in den beteiligten Phasen hat, ist wiederum plausibel, dass mit der Stoffstromführung eine Optimierung der Spezifischen Produktleistung möglich ist. Die Behandlung der einzelnen Optionen muss – wegen ihres Umfangs – in Form separater Beiträge erfolgen. Es sollte auch vermerkt werden, dass im Fall der Stoffstromführung die apparatebauliche Seite eine bedeutendere Rolle spielt als bei der Konzentrationsführung. Dies ist Gegenstand des chemischen Apparatebaus in der chemischen Verfahrenstechnik.